# Економічна додана вартість
Економічна додана вартість (англ. economic value added — EVA) — система розрахунку вартості, створеної компанією за рік. Сума майбутніх EVA теоретично повинна бути рівною ринковій вартості (market value) компанії.

## Калькуляція витрат на основі процесів
У 2012 році Моччаро Лі Дестрі, Піконе та Міна запропонували систему вимірювання ефективності та витрат, яка інтегрує критерії EVA з процесно-орієнтованим калькулюванням витрат (PBC). Методологія EVA-PBC дозволяє впровадити логіку управління EVA не лише на рівні фірми, але й на нижчих рівнях організації. Методологія EVA-PBC відіграє цікаву роль у поверненні стратегії у фінансові показники діяльності.